# Incredible (XIA-album)
Az Incredible Kim Dzsunszu (XIA) koreai K-pop-idol második szólóalbuma, amelyet 2013. július 15-én adott ki a LOEN Entertainment. Az albumhoz ugyanaz nap félórás élő, úgynevezett showcase koncertet tartottak, melyet a MELON TV, valamint a LOEN Entertainment is közvetített, utóbbi YouTube-on. Az énekes kapcsolódó Xia 2nd Asia Tour Concert Incredible in Seoul koncertjére 15 perc alatt adták el az összes (18 000) jegyet.

## Számlista
| #   | Cím                                                                                    | Dalszöveg                       | Zene                       | Hossz |
| --- | -------------------------------------------------------------------------------------- | ------------------------------- | -------------------------- | ----- |
| 1.  | No reason                                                                              | Kim Thevan                      | Kim Thevan                 | 3:36  |
| 2.  | Rainy Eyes                                                                             | Kim Dzsihjang                   | XIA, Kvon Bingi            | 3:16  |
| 3.  | 미안 Mian (Sorry)                                                                      | Hi Dzsangnim, I Cshol           | Hi Dzsangnim, 2JAJA        | 4:27  |
| 4.  | Chocolate girl                                                                         | Kim Baksza, O Hjondzsu          | Kim Baksza                 | 3:08  |
| 5.  | Incredible (Feat. Quincy)                                                              | XIA, Bruce Automatic Vanderveer | Bruce Automatic Vanderveer | 3:18  |
| 6.  | 나 지금 고백한다 (Feat. 길미) Na csigum kobekhanda ft. Kilme (I'm confessing now)      | XIA                             | XIA, Pak Il                | 3:22  |
| 7.  | 가지마 Kadzsima (Don't go)                                                             | JUNO, J.Kimb                    | Hi Dzsangnim, 2JAJA        | 4:13  |
| 8.  | Turn It Up                                                                             | JUNO, XIA                       | Fraktal                    | 3:23  |
| 9.  | Fantasy                                                                                | Pak Il, Kim Thevan              | Pak Il, Kim Thevan         | 3:39  |
| 10. | 이 노래 웃기지 (Narr.붐) I nore utkidzsi (narrátor: Boom) (This Song is Funny, Right?) | XIA                             | XIA                        | 3:04  |
| 11. | 사랑하나 봐 Szaranghanda bva (Seem Like Love)                                          | Cson Heszong                    | Cson Heszong               | 3:28  |
| 12. | 11시 그 적당함 11si ku csoktangham (11 AM)                                             | Francis                         | Francis                    | 3:33  |